# Academic Free License
La Academic Free License (AFL) es una licencia de software libre permisiva creada en el año 2002 por Lawrence E. Rosen, entonces consejero general de la OSI.

## Ventajas
La AFL otorga derechos similares a los otorgados por las licencias BSD, MIT, UoI/NCSA y Apache, sin embargo esta licencia fue escrita para corregir problemas observados con estas licencias:
- La AFL esclarece que el software se licencia mediante la inclusión de una declaración posterior a la notificación de derechos de autor del software.
- La AFL incluye una otorgación de derechos de autor y patentes al software.
- La AFL contiene una concesión de la patente completa al software.
- La AFL establece que los derechos de marca registrada no se otorgan al emisor de licencia.
- La AFL garantiza que el emisor de licencia, o posee los derechos de autor, o distribuye el software bajo una licencia.
- La AFL posee en sí misma derechos de autor, con el derecho otorgado para copiar y distribuir sin ninguna modificación.

## Recepción y adopción
Las versiones 1.2 y 2.1 de la AFL no son compatibles con la GNU GPL. La Free Software Foundation no considera que la versión 3.0 sea compatible con la GPL, sin embargo Eric S. Raymond (cofundador de la OSI) sostiene que la AFL sí es compatible. A finales de 2002, un borrador de trabajo de la OSI la consideró como una licencia de «mejores prácticas». Sin embargo, a mediados de 2006, el comité de proliferación de licencias de la OSI catalogó a la AFL como: «redundante con las licencias más populares», en específico con la versión 2 de la licencia Apache.